# Didier Lacoste
Pour les articles homonymes, voir Lacoste.
Didier Lacoste est un scénariste français, né le 1er août 1956 à Paris. Après des études scientifiques et littéraires, il s’oriente vers les métiers de l’image et devient scénariste professionnel pour la télévision et le cinéma.

## Filmographie sélective
- 2023 : Agoodjie, saison 1, Canal Plus. Créée par Didier Lacoste et Joy Fleury, coécrite avec Ukamaka Olisakwe, Jude Idada et Adachioma Ezeano (en cours de production)
- 2017 : Guyane , saison 2, Canal Plus
- 2016 : Les Hommes de l'ombre, saison 3, réalisation Fred Garson
- 2015 : Les Yeux ouverts de Lorraine Lévy
- 2012 : Shanghai blues, nouveau monde, coécrit avec Pauline Rocafull. ARTE/France2 - Raspail Production - Réalisation : Fred Garson
- 2012 : Kanaks, coécrit avec Béatrice Lespinasse. France2 - Endemol Fiction
- 2010 : Le Piège afghan, coécrit avec Pauline Rocafull. Arte/France2 - Raspail Production - Réalisation : Miguel Courtois
- 2010 : Qui sème le vent, coécrit avec Pauline Rocafull. Arte/France2 - Maha Production - Réalisation : Fred Garson
- 2008 : Une femme à abattre, coécrit avec Pauline Rocafull. Arte/France2. Réalisation : Olivier Langlois. Prix du scénario au Festival de La Rochelle 2008
- 2008 : L'École du pouvoir, téléfilm 2 × 90 min pour Canal+/Arte, coécrit avec Eve de Castro, Aaron Barzman. Réalisation Raoul Peck
- 2005 : 1905, coécrit avec Pauline Rocafull, réalisé par Henri Helman (Kien production / France 2). Avec Sagamore Stévenin et Sophie Quinton
- 2005 : Béthune sur Nil, coécrit avec Jackie Fryszman, réalisé par Jérôme Foulon (Pachli Production / France 3). Avec Louise Monot
- 2003 : Par accident, coécrit avec Jackie Fryszman, réalisé par Jérôme Foulon (Pachli Production / France 2). Avec Michel Boujenah
- 2002 : Lagardère, coécrit avec Lorraine Lévy, réalisé par Henri Helman (TelFrance / France 2 et Canal+). Avec Bruno Wolkowitch
- 2002 : Les Frangines, coécrit avec Lorraine Lévy, réalisé par Laurence Katrian (TF1). Avec Michèle Bernier et Arielle Dombasle
- 2001 : Une autre femme, coécrit avec Jackie Fryszman, réalisé par Jérôme Foulon (Pachli Production / France 2).
- 2000 : Service compris, coécrit avec Jackie Fryszman, réalisé par Jérôme Foulon (Pachli Production / France 2). Avec Christophe Malavoy et Claire Keim

## Récompenses
- 2015 : Prix du meilleur scénario pour Les yeux Ouverts, Festival des créations télévisuelles de Luchon
- 2008 : Prix du meilleur scénario pour Une Femme à abattre au Festival de la fiction TV de La Rochelle[1].